# Emil Haussmann
Emil Haussmann (født 11. oktober 1910, død 31. juli 1947) var en tysk SS-officer.
Haussmann havde graden af SS-Sturmbannführer og tilhørte under 2. verdenskrig Einsatzkommando 12 i Einsatzgruppe D underlagt Sicherheitsdienst.
Han var en af de 24 officerer, som blev tiltalt under Einsatzgruppen-processen, men han begik selvmord kort før den begyndte.